# Gunung Jamurlesung
Gunung Jamurlesung är ett berg i Indonesien.   Det ligger i provinsen Aceh, i den västra delen av landet, 1 600 km nordväst om huvudstaden Jakarta. Toppen på Gunung Jamurlesung är 1 480 meter över havet.
Terrängen runt Gunung Jamurlesung är kuperad.Runt Gunung Jamurlesung är det ganska glesbefolkat, med 47 invånare per kvadratkilometer. I omgivningarna runt Gunung Jamurlesung växer i huvudsak städsegrön lövskog.